# Spilosoma fukieni
Spilosoma fukieni là một loài bướm đêm thuộc phân họ Arctiinae, họ Erebidae.